# Carl Sehlberg
Carl Georg Sehlberg, född 23 april 1864 i Gävle, död 20 juni 1912 i Karlshamn, var en svensk målare.
Han var son till grosshandlaren Carl Jacob Sehlberg och Matilda Wahlström samt gift med Anna Sehlberg. Han studerade först konst för Oscar Törnå innan han reste till utomlands för studier i Weimar, München, Karlsruhe och Paris 1884–1891. Han uppges även ha studerat i Tunis och uppehållit sig i den skandinaviska målarkolonin i Grez under 1880-talet. Han medverkade i Norrlands konstförenings utställningar i Söderhamn och Sundsvall samt i konstutställningen i Göteborg 1891, Industri och konstutställningen i Lund 1907 samt i utställningar arrangerade av Konstföreningen för södra Sverige och Svenska konstnärernas förening. Hans konst består av figurer och landskap. Sehlberg är representerad vid Länsmuseet Gävleborg.